# Station Fumin
Fumin is een station van de metro van Shenzhen in China. Het is het eerste station van de Longhualijn gerekend vanaf station Futian Checkpoint.
| ← Richting Futian Checkpoint | Volgende station: Futian Checkpoint              |
| Perron 2 Perron 1            |                                                  |
| → Richting Qinghu            | Volgende station: Convention & Exhibition Center |

Futian Checkpoint · Fumin · Convention & Exhibition Center · Civic Center · Children’s Palace · Lianhua North · Shangmeilin · Minle · Baishilong · Shenzhen North · Hongshan · Shangtang · Longsheng · Longhua · Qinghu